# The seduction of Ingmar Bergman
The Seduction de Ingmar Bergman és el 22è disc del grup de rock nord-americà Sparks, publicat a l'agost de 2009. Primera obra del duo en el gènere musical de ràdio, l'àlbum està construït al voltant d'una visita imaginària a Hollywood pel director de cinema suec Ingmar Bergman a mitjans de la dècada de 1950. La seva història se centra en les diferències entre la cultura Europea i estatunidenca, entre l'art i la iniciativa. A diferència d'altres àlbums dels Sparks, el treball es concebia com una sola peça, per ser escoltat com un conjunt, en lloc d'una col·lecció de cançons separades.
El treball va ser encarregat per Sveriges Radio Radioteatern, el departament de radioteatre de la ràdio nacional de Suècia. Publicat per primera vegada en la versió sueca a l'agost de 2009, amb una versió en anglès després de novembre de 2009, presenta un elenc d'actors suecs i americans i una varietat d'estils musicals que van des de l'òpera fins al vodevil i el pop. L'enregistrament de l'àlbum va ser un esforç de col·laboració, mentre que la música i les veus angleses van ser enregistrades per Sveriges Radio a Estocolm, i després enviades al Maels via un servidor FTP. L'àlbum i el seu ambiciós concepte dramàtic van rebre bones crítiques i van generar un programa en viu i plans per convertir-lo en una pel·lícula.

## Antecedents
Sparks va produir l'àlbum, el seu primer en aquest gènere, després que va ser comissionada com un musical de ràdio pel servei nacional de radiodifusió de Suècia, Sveriges Radio. El projecte va ser proposat a Sparks per Marie Wennersten, de Sr Radioteatern, el departament de radioteatre de l'emissora. Wennersten es va convertir en una fan de Sparks després de veure el duo a Suècia el 2004: «mai havia vist tanta energia i amor de part de l'audiència. Pensava que el teatre de Södra anava a enlairar-se. Vaig escriure al fansite dels Psarks per agrair-los l'experiència.» Posteriorment, Wennersten va viatjar a Los Angeles com a periodista, per assistir a un altre concert dels Sparks i informar-ne. En aquell moment, ja li voltava pel cap la idea d'una col·laboració: «sempre he somiat d'arrossegar-los al món de la ràdio».
Wennersten es va posar en contacte amb Sparks quan Jasko Selick, el cap de Sr Radioteatern, va decidir que l'emissora produiria una sèrie de nous musicals. Ella pensava que Sparks seria una banda adequada per al format: «són una mica extravagants; tenen una qualitat molt cridanera i, sobretot, fan música prou acolorida perquè no sentis que trobes a faltar cap component visual». Els Sparks inicialment es van sorprendre una mica per la invitació d'escriure un musical per a la ràdio sueca, i van dubtar sobre si assumir el projecte. No obstant això, després de diversos mesos d'esforç persuasiu de Wennersten per correu electrònic i telèfon, van decidir d’acceptar el repte. «Originalment hi pensàvem com a projecte secundari entre àlbums, però quan començàrem a treballar-hi, va prendre una major volada», van dir els Sparks. «Com a estatunidencs hem abandonat gairebé el radioteatre i va ser realment emocionant treballar en un mitjà on la imaginació de l'oïdor és una part tan integral de l'obra. A part del nostre amor per Bergman, tenim amor per Orson Welles i el seu ús del mitjà de ràdio va ser una cosa que ens va inspirar en aquest treball».
Sveriges Radio va estipular que el treball havia d'incloure un element suec. El cantant Russell Mael li va dir al The National, «al principi, òbviament pensàvem en cotxes i Ikea. Faig broma. Però la idea més profunda i més duradora –essent com som fans del cinema– va ser Ingmar Bergman. Així que vam empescar-nos una situació de fantasia amb ell anant a Hollywood, que òbviament també és molt més universal». Abans de començar a treballar en el musical, els germans Mael van decidir actualitzar la seva memòria analitzant les pel·lícules de Bergman. «Érem dos grans cinèfils a la universitat. En aquella època a menys que t'agradés només el cinema estranger, i odiessis l’americà, no eres “guai”», va explicar Ron Mael a The Times. «Hi havia un veritable tipus de serietat a [Bergman]. Veritablement va abordar coses importants i va ser capaç de emmarcar-les en formes realment pures i cinemàtiques. Ara aquestes coses es veuen com pretensioses. Tothom vol ser vist com despreocupat per les grans qüestions». Comentant la idoneïtat de Bergman com a tema d'un musical, Russell Mael va dir a un diari suec, «d'alguna manera, és la persona menys apropiada per a un musical.Ens n’agrada l'absurd, d’això.Era una persona tan pregona i intensa i la gran majoria de les seves pel·lícules són sobre temes realment profunds.Però no volíem ridiculitzar-lo, volíem fer una cosa respectuosa que el mateix Bergman hagués estat capaç d'apreciar».
En escriure un musical sobre la realització de pel·lícules a Hollywood, els Sparks també varen treure profit dels seus propis projectes fílmics anteriors. A finals de la dècada de 1980 i principis de la dècada de 1990, havien provat, durant sis anys de tirar endavant la seva pel·lícula Mai, la noia psíquica.Basat en un còmic japonès, la pel·lícula va ser dirigida per Tim Burton. Tot i que la música havia estat acabada, la pel·lícula no es va materialitzar, una experiència que va acolorir el seu retrat del cap d'estudi aThe Seduction of Ingmar Bergman. Anteriorment, els Sparks havien treballat amb el director francès Jacques Tati en Confusion, un altre projecte cinematogràfic que va quedar sense completar. Després d'haver celebrat nombroses reunions amb Tati en el transcurs d'un any, eren conscients que, igual que altres grans directors europeus, Tati havia estat forçat per Hollywood: «em va mostrar una carta de la Paramount», recordava Ron Mael. «Va dir: “oooh! Em porten a Hollywood i tenen una limusina per a mi”. Però va ser una mena de burla de tota la situació similar a la nostra fantasia. Pogué veure Hollywood pel que realment era.»
Sveriges Radio va donar prou llibertat per desenvolupar el projecte: «una vegada que aconseguim aprovar el concepte bàsic, vam poder treballar segons les nostres pròpies idees. SR ens demanà que fóssim tan fidels a la nostra pròpia visió com fos possible». Al capdavall, els Sparks trobaven que havia estat «un projecte perfecte. Ens va obligar a sortir de la nostra zona de confort. I ha demostrat ser una forma més segura d'aconseguir un èxit creatiu que qualsevol altre en la història dels Sparks».

## Trama
La història del musical explora les divisions entre l'art i el comerç i entre la cultura Europea i americana, dicotomies que també han donat forma a la pròpia carrera dels Sparks. Descrit com un “conte de fades fosc” de Stephen Dalton a The Times, “El mag d'Oz col·lisiona amb El show de Truman, amb un lleuger ruixat de Life on Mars – es basa en esdeveniments imaginaris en la carrera del director de cinema suec Ingmar Bergman.
La història està ambientada a mitjans de la dècada de 1950, poc després de la victòria de Bergman al Festival de Cannes de 1956 per Smiles of a Summer Night. Després del seu retorn a Estocolm, Bergman se sent obligat a anar a un cinema i veure una pel·lícula Blockbuster de Hollywood. Quan surt del cinema, inexplicablement es troba a Hollywood, on un conductor de limusines l'espera per portar-lo a un estudi de cinema. Els executius de l'estudi, que donen a Bergman una esplèndida benvinguda, estan desesperats per ajudar-lo a quedar-se a Hollywood i fer pel·lícules per a ells, a la manera americana: «no som de pagès, però hem de fer cops de peu».
Els caps d'estudi han reservat una cambra d'hotel per a Bergman, combinada amb un «Comitè de benvinguda de Hollywood» – una meuca que esperen que el convencerà d’acceptar l’oferta – i uns limusina porta Bergman a la reunió. Visitant «The Studio Comissary», l’acaren amb els nombrosos directors europeus que anaven a fer pel·lícules a Hollywood: Billy Wilder, Fritz Lang, F. W. Murnau, Jacques Tourneur, Josef von Sternberg i Alfred Hitchcock, tots semblant feliços de treballar-hi: «Alfred Hitchcock, que Déu el beneeixi, hi era tallant el pa, amb The Man Who Knew Too Much feta dues vegades, a Hollywood, sabia massa dues vegades, a Hollywood, feta dues vegades». Bergman és temptat per la perspectiva d'un finançament segur per als seus projectes de cinema i sent que «no s’ha de precipitar» en rebutjar la proposta.
La història es desenvolupa convertint-se en un malson kafkià des que Bergman, assetjat pels caçadors de autògrafs, finalment decideix que Hollywood no és per a ell. Incapaç d'aconseguir una línia internacional per trucar a Suècia, intenta escapar a peu, perseguit pel personal d'hotel, cotxes de policia i helicòpters «com un actor en una pel·lícula d'acció de Hollywood de gran pressupost». S’escapoleix dels captors i arriba a la costa, on prega per lliurar-se i per fi es troba amb la figura angèlica de Greta Garbo, que el guia «vers un lloc monocrom, però un lloc on seràs lliure». Un dispositiu gràfic circular conclou i resol la fantasia.

### Enregistrament
Un tria d’actors suecs i americans va contribuir a l'enregistrament. Mentre que els Sparks registraren la música als Estats Units, Wennersten supervisà l'enregistrament dels artistes de veu suecs a Estocolm. La traducció de la lletra també es va tractar a Suècia: «com que no parlo suec, mai sabré com ho van aconseguir», va dir Russell Mael, expressant la seva estima pels esforços de tots els implicats per traduir el to i l'esperit del text original de Maels al suec. Els Sparks i Wennersten es comunicaven principalment a través d'un servidor FTP, amb els Sparks enviant Wennersten el seu material musical, i Wennersten enviant els enregistraments suecs editats de tornada a Sparks. Els Sparks estaven molt satisfets amb els resultats de la col·laboració i amb el fet que fos l'actor suec Jonas Malmsjö qui interpretés Bergman, ja que havia protagonitzat diverses produccions de Bergman, el que li va permetre portar aquesta experiència personal a la seva interpretació de Bergman.

### Estil
L'àlbum barreja una varietat d'estils musicals, de piano i òpera clàssica, amb ple suport orquestral, a polka, vodevil, jazz, pop i rock, i presenta tant la cançó com la paraula parlada. Les veus del cantant Russell Mael, en falsetto, segueixen essent una característica destacada, mentre que Ron Mael fa el seu debut vocal en els papers del conductor limusina i guia de la gira de Hollywood. A més de Jonas Malmsjö que dona veu a Bergman, Elin Klinga, una de les actrius preferides de Bergman en les últimes etapes de la seva carrera, apareix en el paper de Greta Garbo. El bateria Tammy Glover apareix com el Comitè de benvinguda de Hollywood, mentre que la cantant d'òpera Rebecca Waller interpreta una actriu de Hollywood.
Estructuralment, l'àlbum no és una col·lecció de cançons separades, sinó una peça de música de 6 4 minuts composta per 24 subseccions. La música fa referència a la pròpia discografia de la banda en diversos punts, evocant ecos dels seus anteriors registres: «arters ullets als fans, cadascú amb la seva era favorita de guspires al cap». La BBC Review va declarar que l'àlbum va fer servir «el mateix sentit de l’humor i la pulsió orquestral que va guiar als gustos del Hello Young Lovers, de 2006 i Exotic Creatures de l’any proppassat», barrejant «cançons platxerioses i rialleres amb una narrativa coherent».

## Llançament
La versió sueca del musical, incloent les lletres sueques i angleses, es va estrenar el 14 d'agost de 2009, quan es va estrenar en un esdeveniment especial al teatre Södra d'Estocolm i es va emetre a la ràdio sueca P1. Al mateix temps, una edició exclusiva de 1000 CDs va ser llançada per SR Records, la productora de Sveriges Radio. Més tard, la banda va llançar una versió anglesa de l'obra en la seva pròpia productora Lil' Beethoven, inicialment disponible com a doble vinil i descàrrega digital. El 28 d'octubre de 2009, BBC 6 Music i el presentador Stuart Maconie van organitzar una xerrada amb els germans Mael.

## Acollida
L'àlbum ha estat ben rebut pels crítics. Simon Price a The independent el va anomenar «una peça agradable i enriquidora» quan s'escolta en conjunt. Craig Carson a PopMatters va comentar que «l'humor sarcàstic i la voluntat d'experimentar amb diferents formats continuen estirant els límits de la música pop d’una forma que altra mena d’actes ni tan sols gosen. La banda sembla contínuament capaç i disposada a explorar sobre qualsevol cosa; són encara músics distingibles dins del ramat». Daryl Easlea, escrivint per Record Collector, va comentar en un sentit similar que «només els Sparks podrien fer això. Un enregistrament d’una sola pista de 64:24 minuts encarregat per la ràdio sueca sobre Ingmar Bergman. Fosc, per descomptat –molt càlida, naturalment; subratlla la grandesa i la importància dels Sparks». En comentar la representació de Bergman, Easlea afirmà que «l'actor suec Malmsjö fa de Bergman amb tota la paranoia apropiada»; i va concloure la seva recensió atorgant a l'àlbum 5 estrelles.
The Times va dir que era «una iniciativa molt sparkiana –feixuga i lleugerament incongruent– de fer un musical sobre un director de cinema d'art i assaig, amb un argument molt complicat, per a la ràdio (fins i tot el King Arthur on Ice de Rick Wakerman hi té alguna cosa a veure). Va dir que els arranjaments orquestrals de Ron Mael eren «genials, recordant el brogit dels gratacels de Bernstein i les fanfàrries triomfals de Michael Nyman», i va afirmar que «el concepte central – persegueix la teva pròpia idea d'art, independentment de si algú la comprarà – sembla ser la seva regla també. I no pots tombar això». La ressenya d'Stephen Dalton, també a The Times, va trobar el «fons musical modern» dominat per «fragments electro-orquestrals» «menys seductors» i, «malgrat les lletres juganeres i enginyoses» trobà a faltar l'escassedat de «melodies memorables o cançons completament realitzades». Dalton va arribar a la conclusió que el treball «no va ser completament exitós, potser, però no deixa de ser una aventura atractiva i glamurósa», i una «bogeria fascinant per part d’un parell d’extravagants amb inventiva perdurable».
La BBC va declarar que els fans que esperaven «una nova suite de cançons noves dels Sparks» acabaran decebuts perquè no hi ha cançons independents de la història general, però va afegir que «per sort, aquesta història és bona»: la història de la corrupció de Hollywood «s’hi explica magistralment, i es construeix amb una conclusió dramàtica que condemna Hollywood alhora que satiritza les seves convencions amb enginy agut i ràpid». Dave Simpson a The Guardian va dir que la peça, «millor quan s’experimenta com un tot», no era una fantasia endebades, i emergeix com un discurs fascinant i poderós en la lluita entre l'art i el comerç, i el poder destructiu de la celebritat», anomenant el musical «una obra major i agosarada, que manté el nivell i l’originalitat de la seva brillant carrera esporàdica».
David Quantik, a The Word, va comentar que «musicalment, Seduction és impressionant perquè els Maels fonen perfectament el seu estil actual –de ritmes intensos i repetitius, melodies (hi ha fins i tot un xic de clapoteig tecno) i lletres càustiques i enèrgiques- amb i, amb les exigències d’un musical de debò». Va anomenar l'àlbum d’»increïble enregistrament», una «peça encarregada que no només fa el que se li ha demanat de fer, sinó que transcendeix l'encàrrec i crea una peça de música veritablement emocionant per se». Andy Gill a The independent va donar a The Seduction of Ingmar Bergman el topall de cinc estrelles i va incloure l'enregistrament entre els seus 20 àlbums de l'any: «Amb un guió ben acoblat, amb aquest toc traçut i perspicaç tan propi dels Sparks, també està instrumentalitzada amb un discerniment escrupolós, els arranjaments es basen en una sèrie d'influències escaients, de Kurt Weill fins al jazz, el pop i el rock, i les orquestracions enginyosament delusòries, melangioses i sinistres, tal com l’acció compel·leix. Podria ser perfectament que sigui el cim de la carrera dels Sparks, i certament té una ambició més enllà de la competència habitual de la cultura popular».

## Musical i versions fílmiques
Els Sparks van dir a l'octubre de 2009 que planejaven convertir l'àlbum en un programa en directe i estaven en converses amb el director de cinema canadenc Guy Maddin sobre una versió cinematogràfica de la música. Van confirmar en una entrevista amb Michael Silverblatt, de Bookworm, el setembre de 2010 que Maddin i l'actor Jason Schwartzman s’hi implicaven, i que estaven cercant finançament per al projecte.
L'estrena mundial del musical va tenir lloc el 25 de juny al Los Angeles Film Festival, protagonitzada per Ron i Russell Mael dels Sparks, Maddin, l'actor finlandès Peter Franzén com Bergman, Ann Magnuson com Greta Garbo, i amb Rebecca Sjöwall, Katie Puckrik i Tammy Glover reprenent llurs papers a l'àlbum original. Altres actors participants eren Nina Salli, Jacob Sidney, Dean Menta i Sal Viscuso.
Va mostrar al Festival per atraure l'interès dels inversors en el projecte de pel·lícula, l'actuació de l'amfiteatre John Anson Ford va comptar amb Maddin llegint les direccions escèniques del guió de la pel·lícula.
El 2017, els germans Mael van dir que havien negociat el desenvolupament del musical com una pel·lícula animada amb el director Joseph Wallace, que va crear el videoclip de la seva cançó «Edith Piaf (Said It Better Than Me)». Russell Mael va esmentar la idea de nou en una entrevista de 2020 al The Quietus, dient que el format d'animació amb titelles podia ser molt bell i es prestava a retratar la fantasia d'acció de la història. Va afegir que treballar amb el format narratiu de The Seduction de Ingmar Bergman els havia portat a escriure el musical Annette, que per llavors s'havia convertit en una pel·lícula real dirigida per Leos Carax, protagonitzada per Adam Driver i Marion Cotillard.

## Llista de cançons
Totes les cançons foren escrites i compostes per Ron Mael and Russell Mael. 
| Núm. | Títol                                  | Durada |
| ---- | -------------------------------------- | ------ |
| 1.   | «1956 Cannes Film Festival»            | 1:56   |
| 2.   | «'I Am Ingmar Bergman'»                | 3:09   |
| 3.   | «Limo Driver (Welcome to Hollywood)»   | 3:08   |
| 4.   | «'Here He Is Now'»                     | 1:19   |
| 5.   | «'Mr. Bergman, How Are You?'»          | 4:28   |
| 6.   | «'He'll Come 'Round'»                  | 1:44   |
| 7.   | «En Route to the Beverly Hills Hotel»  | 1:56   |
| 8.   | «Hollywood Welcoming Committee»        | 2:36   |
| 9.   | «'I've Got to Contact Sweden'»         | 2:41   |
| 10.  | «The Studio Commissary»                | 3:08   |
| 11.  | «'I Must Not Be Hasty'»                | 1:47   |
| 12.  | «'Quiet on the Set'»                   | 1:06   |
| 13.  | «'Why Do You Take That Tone with Me?'» | 2:52   |
| 14.  | «Pleasant Hotel Staff»                 | 0:55   |
| 15.  | «Hollywood Tour Bus»                   | 1:34   |
| 16.  | «Autograph Hounds»                     | 2:20   |
| 17.  | «Bergman Ponders Escape»               | 2:25   |
| 18.  | «'We've Got to Turn Him 'Round'»       | 2:37   |
| 19.  | «Escape (Part 1)»                      | 4:14   |
| 20.  | «Escape (Part 2)»                      | 5:59   |
| 21.  | «'Oh, My God'»                         | 2:59   |
| 22.  | «Garbo Sings»                          | 3:48   |
| 23.  | «Almost a Hollywood Ending»            | 2:13   |
| 24.  | «'He's Home'»                          | 3:38   |

Nota: Les descàrregues digitals es van llançar com a pistes individuals amb una durada de 64:32 (versió de l'emissió sueca) i 64:33 (versió en anglès).

## Personal
Composta, escrita i produïda per Ron Mael i Russell Mael.
| Elenc d'actors - Russell Mael – Cap de l'estudi; policia 1 i 2 - Ron Mael – Conductor de limusines; guia turístic de Hollywood - Marcus Blake – Caçador d'autògrafs; Woody - Tammy Glover – Comité de benvinguda de Hollywood; Gerry - Saskia Husberg – Intèrpret - Elin Klinga – Greta Garbo - Marie-Chantal Long – Pregonera del Festival de cinema de Cannes - Jonas Malmsjö – Ingmar Bergman - Steve McDonald – Concerge de l'hotel - Steven Nistor – Porter de l'hotel - Katie Puckrik – Encarregat de l'hotel - Rebecca Sjöwall – Estrella de Hollywood - Jim Wilson – Primer A.D.; caçador d'autògrafs | Músics - Ron Mael – Teclats - Russell Mael – Veu - Jim Wilson – Guitarra - Dean Menta – Guitarra - Marcus Blake – Baix - Tammy Glover – Bateria - Steven Nistor – Bateria SR production staff - Marie Wennersten – Producer and director for Swedish recording - Magnus Lindman – Translations - Sabina von Greyerz – SR Records project manager |